# Giovanni Diodati

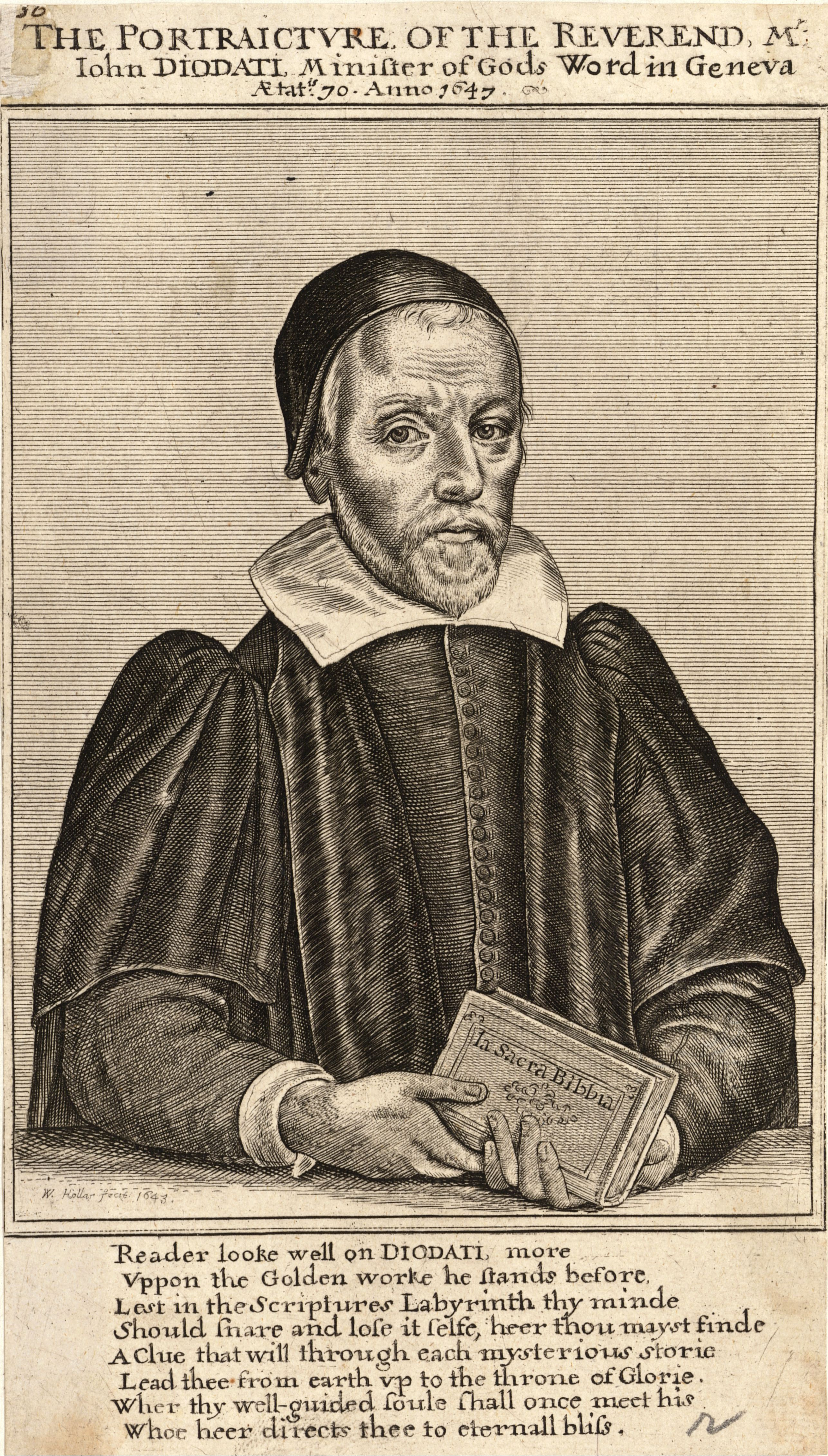
Diodati-Kupferstich aus 1647 von Wenzel Hollar.

Giovanni Diodati, auch Jean Diodati, (* 3. Juni 1576 in Genf; † 3. Oktober 1649 ebenda) war ein evangelisch-reformierter Theologe, Hebraist, Diplomat und Übersetzer.

## Leben und Wirken
Giovanni Diodati war ein Sohn von Carlo Diodati, einem toskanischen Adligen, und seiner Frau Maria Mei. Sie flohen 1567, wie später die Familie von Bénédict Turrettini, aus religiösen Gründen aus der toskanesischen Stadt Lucca nach Genf. Seine Brüder waren Elias Diodati und Theodor Diodati. 
An der Genfer Akademie studierte Diodati Theologie und wurde dabei von Isaac Casaubon und Théodore de Bèze beeinflusst. 1597 bis 1606 war er an derselben Akademie Hebräischlehrer und von 1599 bis 1645 Professor für Theologie, ab 1609 als Nachfolger des verstorbenen Théodore de Bèze. Zugleich war er auch als Prediger tätig und hatte wesentlichen Einfluss auf das kirchliche, weltliche und politische Leben in Genf. Er verfasste 1607 und 1641 einen italienischen Bibelkommentar; die zweite und erweiterte Ausgabe wurde dank seiner präzisen Sprache und seines nüchternen Stils von den italienischen evangelischen Kirchen bis ins 20. Jahrhundert verwendet. Die französische Übersetzung dieses Werks von 1644 wurde trotz verlegerischem Erfolg von den Genfer Pfarrern nicht angenommen und bekämpft.
Diodati wurde mehrmals mit heiklen diplomatischen Missionen betraut, insbesondere 1611 nach Frankreich. Seine italienische Abstammung und seine reformierte Bildung führten ihn 1608 nach Venedig, wo er mit dem reformfreudigen Mönch Paolo Sarpi zusammentraf. Eine Reformation Venedigs scheiterte jedoch wahrscheinlich an dessen Vorsicht. Diodati übersetzte 1621 Istoria del Concilio tridentino (deutsch: Geschichte des tridentinischen Konzils) ins Französische.

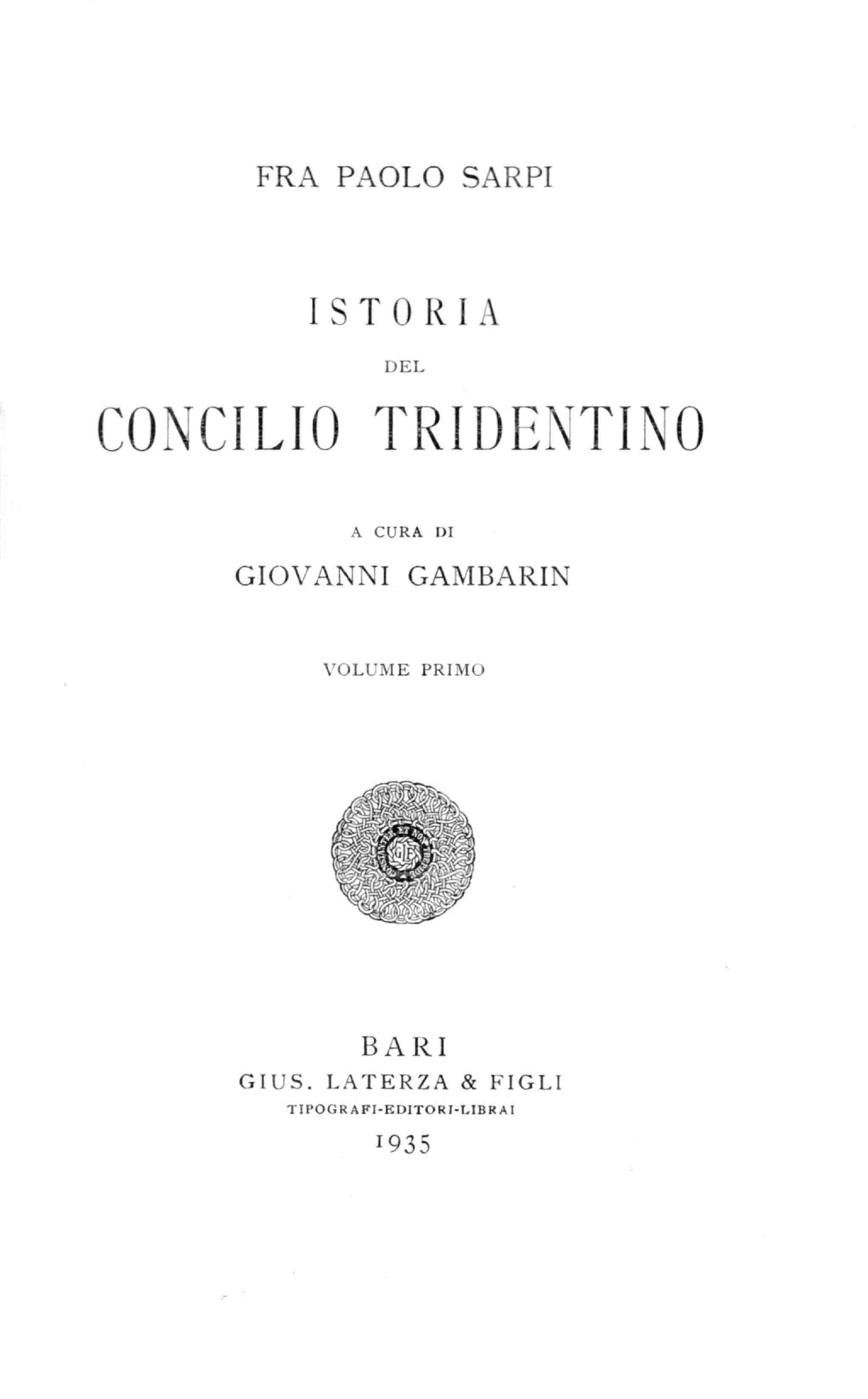
Paolo Sarpi, Istoria del Concilio tridentino, 1935

1618 bis 1619 vertrat er mit seinem Kollegen der Akademie Théodore Tronchin die Genfer Kirche an der holländischen Synode von Dordrecht und verteidigte dort die calvinistische Lehre gegen die Arminianer. 1619 und 1630 besuchte er seinen Bruder Theodor Diodati in London. Er pflegte Zeit seines aktiven Lebens einen europaweiten, weitverzweigten Briefwechsel mit Theologen, Schriftstellern und Politikern. 
Bekannt wurde Diodati vor allem durch seine italienische Übersetzung der Bibel, die erste Auflage erschien 1607 in Genf, die letzte 2014.

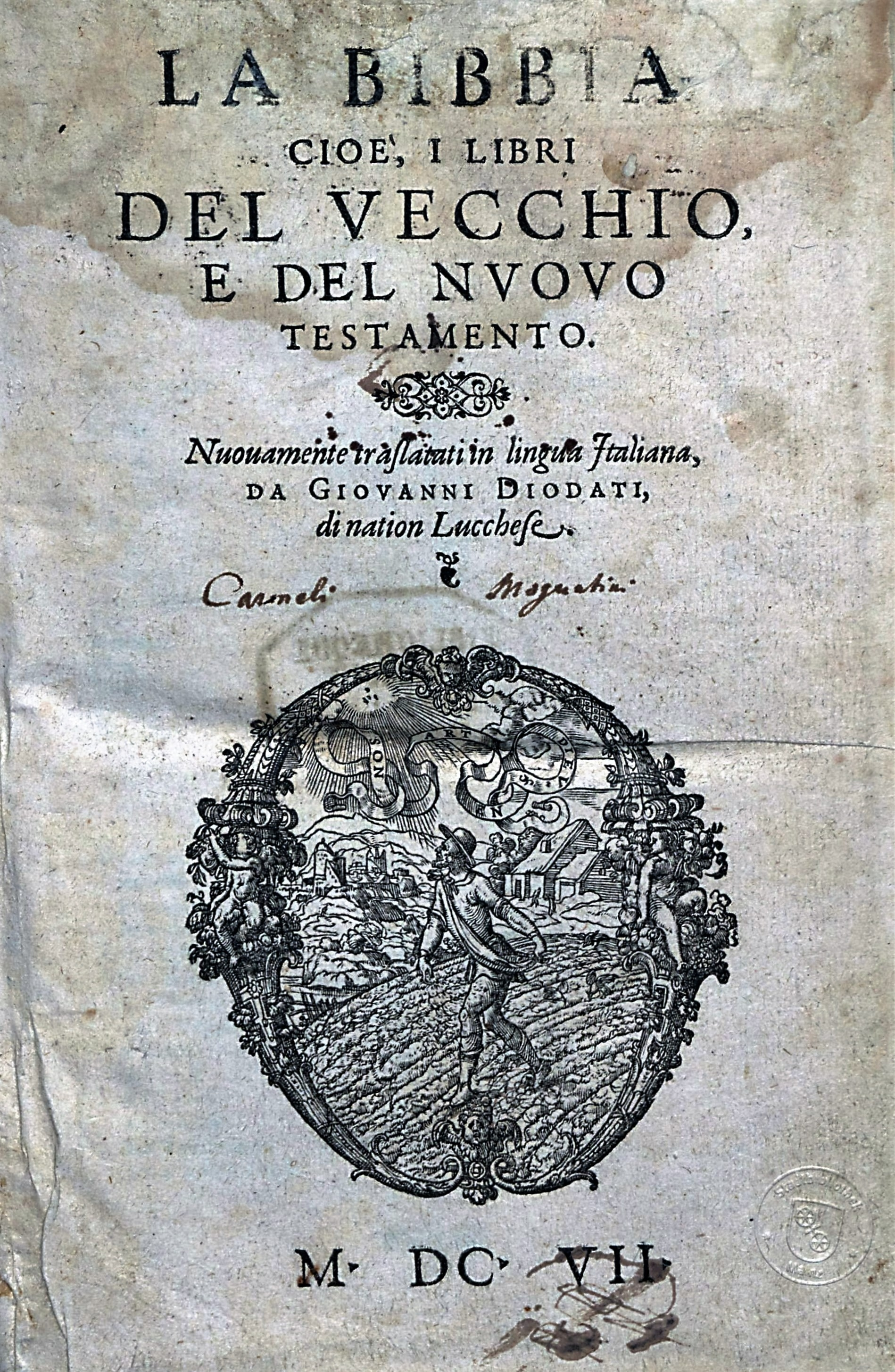
Titelblatt der Bibelübersetzung aus der Druckerei Jean de Turnes (1539–1615), Genf, 1607.

## Privates
Diodati heiratete Maddalena Burlamacchi-Calandrini, eine Tochter des Michele; Gabriel Diodati ist ein Nachkomme von ihnen.